# Zastava Libije
Bivša zastava Libije, sprejeta leta 1977, je preprosto zelen pravokotnik v razmerju 1:2 in je bila edina enobarvna državna zastava na svetu, brez kakršnegakoli oblikovanja ali insignij. Zelena je tradicionalna barva islama, ki je v Libiji državna vera, prav tako pa simbolizira tudi zeleno revolucijo libijskega voditelja Moamerja el Gadafija.
Sedanja zastava pa je trobarvna: z rdečo črto na vrhu, črno črto v sredini in zeleno črto spodaj. Grb je sestavljen iz bele zvezde in lune. Čeprav so to zastavo sprejeli leta 1951, so jo ponovno adaptirali 17.2.2011.